# Föderation der Westthrakien-Türken in Europa
Die Föderation der Westthrakien-Türken in Europa (türk.: Avrupa Batı Trakya Türk Federasyonu – ABTTF) ist ein Dachverband von Vereinen der in Deutschland und England lebenden Westthrakientürken. Sitz der Föderation ist Witten.

## Gründung und Mitgliedschaft
Der Verband wurde am 28. Februar 1988 in Witten als Föderation der West-Thrakien Türken in Deutschland durch sieben Vereine gegründet. Nach dem Anschluss des Vereins für Solidarität und Zusammenarbeit von West-Thrakien Türken in England erhielt die Föderation ihren gegenwärtigen Namen. Zur Föderation gehören 29 Vereine in Deutschland sowie einer in England mit insgesamt 6.000 Mitgliedern (Stand: 2015).

## Geschichtlicher Hintergrund
Nach dem Ende des Griechisch-Türkischen Krieges in den Jahren 1919 bis 1922 unterzeichneten die Türkei und Griechenland am 30. Januar 1923 die Konvention über den Bevölkerungsaustausch zwischen Griechenland und der Türkei. Dieses Abkommen nahm einerseits die türkische Minderheit in Westthrakien und andererseits die alteingesessene griechische und griechisch-orthodoxe Bevölkerung Istanbuls von dem Bevölkerungsaustausch aus.
Neben dieser Konvention legte der seitens beider Staaten am 24. Juli 1923 unterzeichnete Vertrag von Lausanne grundsätzlich den Status und die Rechte der Minderheiten fest, die nicht unter das Abkommen zum Bevölkerungsaustausch fielen. Infolgedessen räumte Griechenland gemäß Art. 37–45 des Vertrags von Lausanne den 150.000 in Westthrakien lebenden muslimischen Türken den Minderheitenstatus ein. Ihnen wurden die gleichen Rechte gewährt wie umgekehrt der griechisch-orthodoxen Minderheit in Istanbul, z. B. die Gründung und selbstverwaltete Leitung von religiösen und sozialen Einrichtungen sowie von Schulen, der freie Gebrauch der eigenen Sprache, die freie Ausübung der eigenen Religion und die Pflege der eigenen Kultur.
In den 1950er Jahren häuften sich die Fälle, in denen griechische Behörden ihren Verpflichtungen aus dem Vertrag von Lausanne nicht mehr nachkamen. Der Zypernkonflikt wirkte sich auch auf die türkische Minderheit in Griechenland und auf die griechische Minderheit in Istanbul aus. Nach blutigen Übergriffen griechischer Zyprer gegen türkische Zyprer kam es in der Nacht vom 6. auf den 7. September 1955 zum Pogrom von Istanbul. Daraufhin verletzte Griechenland seinerseits die Menschenrechte der türkischen Minderheit: religiöse Freiheiten wurden eingeschränkt, Grundbesitz westthrakischer Türken enteignet, Berufsverbote erteilt und die Staatsangehörigkeit entzogen. Von 1955 bis 1998 lautete Art. 19 des griechischen Einbürgerungsgesetzes: Die Bürger ohne griechischer Herkunft, die das Land ohne Rückkehrgedanken verlassen haben, können aus der griechischen Staatsangehörigkeit ausgebürgert werden. Etwa 60.000 westthrakische Türken wurden zwischen 1955 und 1998 zwangsausgebürgert bzw. deren Auswanderung wurde erzwungen. Ein Großteil flüchtete in die Türkei, die zweitgrößte Gruppe nach Deutschland, die übrigen u. a. in die Niederlande, nach Belgien, England, Österreich, Frankreich, Schweden, Australien, die USA und Kanada. In Deutschland leben gegenwärtig etwa 30.000 westthrakische Türken, die Nachkommen der dritten Generation mitgerechnet.
Der erste Verein westthrakischer Türken in Europa wurde am 1. Januar 1978 in Gießen gegründet. Diesem folgten Vereine in Stuttgart, Homburg, München, Düsseldorf, Kelsterbach usw. 1988 schlossen sie sich in der Föderation der West-Thrakien Türken in Deutschland zusammen.

## Ziele
Die ABTTF bemüht sich nach eigenen Angaben um die Entwicklung von Lösungen für die Probleme, mit denen sich die Mitglieder der westthrakisch-türkischen Minderheiten auseinandersetzen müssen, sowohl in den europäischen Staaten, in die sie eingewandert sind, als auch in Griechenland. Die ABTTF behält das Ziel im Auge, die Probleme der in Griechenland lebenden westthrakischer Türken durch eine einschließende Minderheitenpolitik, welche deren Grundrechte und Freiheiten anerkennt und achtet, zu lösen. Die ABTTF macht auf die Verletzungen der im Vertrag von Lausanne festgelegten Rechte der türkischen Minderheit in Griechenland öffentlich aufmerksam. Dabei handelt die ABTTF nach eigenen Angaben „unabhängig von Parteien, Behörden und Regierungen“, also auch unabhängig von der Regierung der Türkei.

## Organe
Die Satzung der Föderation nennt fünf Organe: Mitgliederversammlung, Vertreterrat, Vorstand, Kontrollkommission und Disziplinarkommission.

## Internationale Zusammenarbeit
Die ABTTF ist seit 2006 die einzige zivilgesellschaftliche Vertretung der aus West-Thrakien stammenden Türken, die seitens des Wirtschafts- und Sozialrates der Vereinten Nationen unter der Bezeichnung Federation of Western Thrace Turks in Europe mit einem konsultativen Beratungsstatus akkreditiert ist, und zwar als eine von knapp 3.000 Organisationen mit einem „special consultative status“, d. h., sie wird nur bei speziellen, ihre Ziele betreffenden Themen konsultiert. Dank dieses Status ist die ABTTF berechtigt, bei Gremien der Vereinten Nationen vorzusprechen und in den Städten, in denen die Vereinten Nationen ihre Hauptsitze haben, Vertretungsbüros einzurichten. Für die Lobby-Arbeit bei den EU-Institutionen wurde im Jahre 2010 eine Vertretung in Brüssel eröffnet. Als Ergebnis der Lobby-Bemühungen der ABTTF haben Abgeordnete des Europäischen Parlaments mehrfach eine parlamentarische Anfrage an die Europäische Kommission gerichtet und um deren Stellungnahme zu Verletzungen der Grundrechte und Freiheiten der westthrakischen Türken ersucht.
Seit 2005 nimmt die ABTTF regelmäßig an  Konferenzen der Organisation für Sicherheit und Zusammenarbeit in Europa (OSZE) in Warschau über die Umsetzung der humanitären Dimensionen teil und war bei der Parlamentarischen Versammlung des Europarates zu Gast.
Als eine von 366 Partnerorganisationen arbeitet die ABTTF in der Plattform für Grundrechte / Fundamental Rights Plattform (FRP) der Agentur der Europäischen Union für Grundrechte / Fundamental Rights Agency (FRA) mit.
Die ABTTF ist Mitglied der Föderalistischen Union Europäischer Nationalitäten (FUEN).  Über eine Zusammenarbeit der ABTTF mit Vertretern der griechischen Minderheit in der Türkei ist hingegen bisher nichts bekannt.
Die ABTTF ist weiterhin Gründungsmitglied des Sekretariats des Internationalen Kongresses der West-Thrakien Türken, der zur Gewährleistung der Zusammenarbeit und Koordination zwischen den Organisationen der West-Thrakien Türken auf der Welt gegründet wurde. Um die Probleme, denen die westthrakischen Türken ausgesetzt sind, an Ort und Stelle zu demonstrieren, veranstaltet die ABTTF mit anderen Institutionen die sog. Erkundungsfahrten nach Westthrakien. Im Rahmen einer Erkundungsfahrt, welche durch die Zusammenarbeit zwischen der ABTTF, der DEB Partei (Partei für Freundschaft, Gleichheit und Frieden) und der Kultur- und Bildungsgesellschaft der türkischen Minderheit von Westthrakien (BAKEŞ) im März 2013 in der Region realisiert wurde, nahmen Hans-Heinrich Hansen, Vorsitzender der FUEV, und Bojan Breziger, stellvertretender Vorsitzender des Vereins der in Europa in örtlichen oder minderheitlichen Sprachen veröffentlichten Tageszeitungen, am 22. März 2013 als Beobachter am Verfahren teil, welches beim Revisionsgericht in Thrakien gegen die Zeitungen Gündem und Millet anhängig war.